# Georges Vanbrabant
Georges Vanbrabant (Kozen, 15 augustus 1926 - Sint-Truiden, 9 januari 2011) was een Belgisch wielrenner.

## Carrière
Vanbrabant was zowel actief op de weg als op de baan. Hij won op de weg enkele kleinere wedstrijden, terwijl hij op de baan brons haalde op het Belgisch kampioenschap in de achtervolging. Hij nam in 1948 deel aan de Olympische Spelen waar hij vijfde werd in de ploegenachtervolging.

## Erelijst

### Baan
| Jaar           | BK            | EK       | WK       | OS                                         | Overige                                               |
| Amateurs       | Amateurs      | Amateurs | Amateurs | Amateurs                                   | Amateurs                                              |
| -------------- | ------------- | -------- | -------- | ------------------------------------------ | ----------------------------------------------------- |
| 1947           | Achtervolging |          |          |                                            |                                                       |
| 1948           |               |          |          | Olympische Spelen: 5e ploegenachtervolging |                                                       |
| Beroepsrenners |               |          |          |                                            |                                                       |
| 1951           |               |          |          |                                            | Zwartberg deel 1 (omnium) · Zwartberg deel 3 (omnium) |
| 1952           | Achtervolging |          |          |                                            |                                                       |

### Weg
1947
- 3e etappe Ronde van Zweden

1950
- Diepenbeek
- Chapelle-lez-Herlaimont
- 1e en 2e reeks en eindklassement voorwedstrijd WK in Moorslede

1951
- Izenberge
- Hamme